# Graham Norton

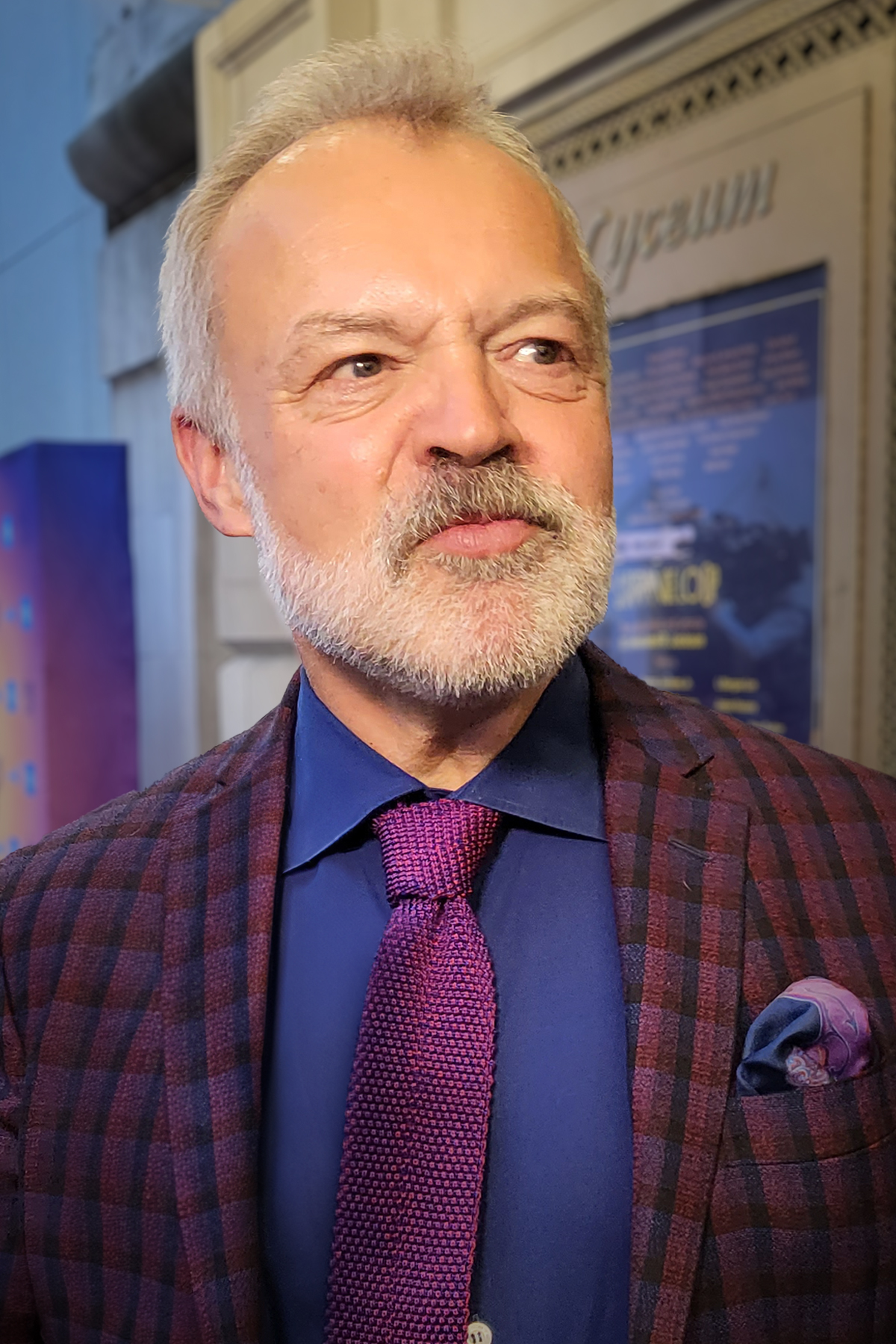
Graham Norton (2022)

Graham William Walker (* 4. April 1963 in Clondalkin), besser bekannt unter seinem Künstlernamen Graham Norton, ist ein irischer Schauspieler, Fernsehmoderator, Komiker und Buchautor.

## Leben

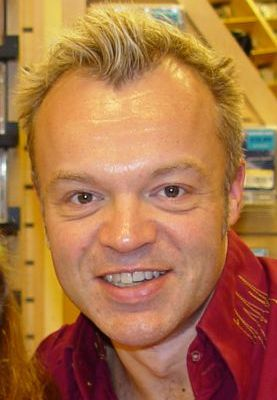
Graham Norton (2004)

Norton wurde 1963 in Clondalkin, einem Vorort von Dublin, geboren und wuchs in Bandon im County Cork im Süden der Republik Irland auf. Seine Familie ist protestantisch. Die Familie seines Vaters stammt aus dem County Wicklow, während seine Mutter aus Belfast stammt.
Seine Ausbildung absolvierte er an der Bandon Grammar School in West Cork und am University College Cork (U.C.C.), an dem er während der 1980er Jahre zwei Jahre Englisch und Französisch studierte, das Studium aber nicht beendete. Nach seinem Studium lebte Norton einige Zeit in San Francisco und zog im Anschluss in das Vereinigte Königreich, wo er an der Central School of Speech and Drama Schauspiel studierte.
1988 wurde Norton in London auf offener Straße angegriffen. Die Angreifer schlugen ihn und stachen ihn nieder; er verlor nach eigenen Aussagen fast die Hälfte seines Blutes und wurde lebensgefährlich verletzt.
Nach dem Angriff musste Norton zweieinhalb Wochen im Krankenhaus versorgt werden. Den Angriff verarbeitete Norton später mehrfach in seinen Programmen komödiantisch; als er allerdings 2013 in der Nähe des Tatorts (unbeabsichtigt durch die Produzenten) einen Weihnachts-Einspieler für die BBC aufnehmen sollte, fühlte er sich durch die Erinnerungen beunruhigt.
Im Juni 2013 erhielt er die Ehrendoktorwürde des University College Cork; diese Auszeichnung erwähnt er regelmäßig ironisch in seiner Radiosendung auf BBC Radio 2, um Diskussionen für sich zu entscheiden, indem er auf seinen Doktorgrad hinweist.
Im Oktober 2014 veröffentlichte Norton seine zweiten Memoiren, The Life and Loves of a He Devil. Das Buch gewann in der Kategorie Sachbuch des Jahres den Irish Book Award 2014.
Norton lebt in London und besitzt ein Ferienhaus in Ahakista im County Cork, an der Dunmanus Bay. Das Haus besitzt einen Privatstrand und liegt in der Nähe von Bandon, wo er seine Kindheit verbrachte.
Norton lebt offen homosexuell. Er war mit Kristian Seeber zusammen, der als Dragqueen Tina Burner auftritt. 2013 trennte er sich nach einer zweijährigen Beziehung von Trevor Patterson, und 2015 von seinem späteren Partner Andrew Smith. Im Hinblick auf seine Beziehungen sagte er, dass seine Ex-Freunde sich oft über ihre Rolle ärgerten, die sie als sein Partner in der Öffentlichkeit spielen mussten.

## Karriere
Norton trat erstmals in den frühen 1990er Jahren im Rundfunk bei BBC Radio 4 in Erscheinung, wo er die Sendung Loose Ends am frühen Samstagmorgen moderierte.
1992 sorgte Norton für Aufsehen, als er als eine transsexuelle Version von Mutter Teresa beim Edinburgh Fringe Festival auftrat, weil die Abteilung des schottischen Fernsehens für religiöse Angelegenheiten fälschlicherweise annahm, dass er die echte Mutter Teresa repräsentierte.
Einer breiten Öffentlichkeit wurde er in der Sitcom Father Ted bekannt, in der er den Priester Noel Furlong spielte.
Norton gewann bislang sechsmal den BAFTA-Award. Zu den von ihm entwickelten und moderierten Formaten gehören unter anderem So Graham Norton, V Graham Norton, The Graham Norton Effect, Graham Norton’s Bigger Picture, das Talkshow-Format The Graham Norton Show sowie Would You Rather...? with Graham Norton.
Graham Norton moderierte den Eurovision Dance Contest 2007 in London sowie den Eurovision Dance Contest 2008 in Glasgow. Außerdem ersetzt Graham Norton 2009 Sir Terry Wogan als Moderator des britischen Vorentscheids für den Eurovision Song Contest 2009 in Moskau „Your Country Needs You“, sowie als Kommentator der BBC während des Song Contests. Zusammen mit der schwedischen Moderatorin Petra Mede, Gastgeberin des Eurovision Song Contest 2013, führte er durch die Sendung Eurovision’s Greatest Hits, die die BBC anlässlich des 60-jährigen ESC-Jubiläums Ende März 2015 in London veranstaltete.
Im Jahr 2012 verkaufte Norton seine Produktionsfirma So Television an Independent Television für etwa 17 Millionen britische Pfund.
2016 veröffentlichte Norton seinen Debütroman Holding, der ein Jahr später auf Deutsch unter dem Titel Ein irischer Dorfpolizist bei Kindler erschien. Das Buch wurde mit dem Irish Book Award als bester Roman des Jahres 2016 ausgezeichnet.
Seit 2019 ist er Juror bei RuPaul’s Drag Race UK. Von 2021 bis 2023 moderierte er die Drag-Gesangssendung Queen of the Universe auf Paramount+.

## Filmografie

### Filme
- 1999: Stargay
- 2006: Another Gay Movie
- 2007: Hauptsache verliebt (I Could Never Be Your Woman)
- 2020: Eurovision Song Contest: The Story of Fire Saga
- 2020: Soul (Stimme)
- 2024: Als du mich sahst (The Idea Of You)

### Fernsehserien
- 1996: Father Ted
- 2001: Rex the Runt
- 2001: The Kumars at No. 42
- 2002: Absolutely Fabulous
- 2007: Who Do You Think You Are?
- 2007: Robbie the Reindeer
- 2010: Over the Rainbow
- seit 2007: The Graham Norton Show
- 2021–2023: Queen of the Universe (Musiksendung, Moderator 14 Episoden)
- 2025: Doctor Who

### DVD-Produktionen
- 2001: Graham Norton – Live At The Roundhouse
- 2002: Graham Norton: For Your Pleasure – Best Bits And More!
- 2002: The Best Of So Graham Norton
- 2004: The Graham Norton Effect

## Bibliografie (Auswahl)

### Romane
- Holding. 2016.
  - deutsch: Ein irischer Dorfpolizist. Kindler, Reinbek bei Hamburg 2017, ISBN 978-3-463-40690-9.
- A Keeper. 2018.
  - deutsch: Eine irische Familiengeschichte. Kindler, Reinbek bei Hamburg 2019, ISBN 978-3-463-40720-3.
- Home Stretch. 2020.
  - deutsch: Heimweh. Kindler, Hamburg 2021, ISBN 978-3-463-00024-4.
- The Swimmer. 2022.
  - deutsch: Der Schwimmer. Kindler, Hamburg 2023, ISBN 978-3-463-00049-7.
- Forever Home. 2022.
  - deutsch: Ein Ort für immer. Kindler, Hamburg 2024, ISBN 978-3-463-00048-0.
- Frankie. 2024.

## Auszeichnungen
- 1999: Gaytime Award for Gay Entertainer of the Year
- 2000: BAFTA Television Award for Best Entertainment Performance – So Graham Norton
- 2001: BAFTA Television Award for Best Entertainment Performance – So Graham Norton
- 2001: RTS Television Award for Best Presenter – So Graham Norton
- 2001: TRIC Award TV Personality of the Year
- 2002: BAFTA Television Award for Best Entertainment Performance – So Graham Norton
- 2011: BAFTA Television Award for Best Entertainment Performance – The Graham Norton Show[16]
- 2012: BAFTA Television Award for Best Entertainment Performance – The Graham Norton Show
- 2016: Irish Book Award in der Kategorie „Popular Fiction Book of the Year“ für Holding (dt.: Ein irischer Dorfpolizist)
- 2020: Irish Book Award in der Kategorie „Popular Fiction Book of the Year“ für Home Stretch

### Guinness-Buch der Rekorde
Am 7. März 2013 erhielt Norton den Guinness-Weltrekord für „Die meisten in einer Fernseh-Talkshow gestellten Fragen“ in der britischen Sendung Comic Relief’s Big Chat. Während der Sendung wurden Spenden in Höhe von 1.022.982 britischen Pfund gesammelt.